# Sepino
Sepino là một đô thị ở tỉnh Campobasso trong vùng Molise thuộc nước Ý, có vị trí cách khoảng 20 km về phía nam của Campobasso. Tại thời điểm ngày 31 tháng 12 năm 2004, đô thị này có dân số 2.127 người và diện tích là 62,6 km².
Sepino giáp các đô thị: Cercemaggiore, Cercepiccola, Guardiaregia, Morcone, Pietraroja, San Giuliano del Sannio, Sassinoro.